# Триплатинагафний
Триплатинагафний — бинарное неорганическое соединение, интерметаллид
платины и гафния
с формулой HfPt3,
кристаллы.

## Получение
- Сплавление стехиометрических количеств чистых веществ:

{\displaystyle {\mathsf {3Pt+Hf\ {\xrightarrow {2150^{o}C}}\ HfPt_{3}}}}

## Физические свойства
Триплатинагафний образует кристаллы гексагональной сингонии, пространственная группа P 63/mmc, параметры ячейки a = 0,56353 нм, c = 0,9216 нм, Z = 4,
структура типа триникельтитана TiNi3
.
Соединение конгруэнтно плавится при температуре 2150 °C (2250 °C).